# Assedio di Costantinopoli (1394-1402)
L'assedio di Costantinopoli del 1394-1402 fu un lungo blocco della capitale dell'Impero bizantino da parte del sultano ottomano Bayezid I. Già nel 1391 le rapide conquiste ottomane nei Balcani avevano tagliato fuori la città dal suo entroterra. Dopo aver costruito la fortezza di Anadoluhisarı per controllare lo stretto del Bosforo, dal 1394 Bayezid cercò di sottomettere la città per ridurne alla fame bloccandola sia via terra che, meno efficacemente, via mare.
La crociata di Nicopoli fu lanciata per liberare la città, ma fu definitivamente sconfitta dagli ottomani. Nel 1399 arrivò un corpo di spedizione francese al comando del maresciallo de Boucicaut, ma che non fu in grado di ottenere molto. La situazione divenne così grave che nel dicembre 1399 l'imperatore bizantino Manuele II Paleologo lasciò la città per visitare le corti dell'Europa occidentale nel disperato tentativo di ottenere aiuti militari. L'imperatore fu accolto con onori, ma non ottenne alcun impegno definitivo di sostegno. Costantinopoli fu salvata quando Bayezid dovette affrontare l'invasione di Tamerlano nel 1402. La sconfitta di Bayezid nella battaglia di Ancyra nel 1402 e la guerra civile ottomana che seguì, permisero persino ai bizantini di riconquistare alcuni territori perduti, nel trattato di Gallipoli.